# Prukker-Gozdán Ágota
Gozdán Ágota  (Nagykanizsa, 1983. január 20. –) magyar válogatott lábtoll-labdázó, hétszeres világbajnoki bronzérmes, négyszeres Európa-bajnok, harmincnyolcszoros országos bajnok, a lábtoll-labda sportág „örökös bajnoka”.

## Pályafutása
Gozdán Ágota 1997 februárjában Takács Tamás edzésein kezdett el lábtoll-labdázni. A Nagykanizsa ZSE-ben színeiben az első bajnoki címére nem is kellett sokat várni, hiszen 1997-ben serdülőként az újszászi Kasza Eszter legyőzésével megnyerte első aranyérmét. 1999-től ifjúságiként három egyéni és három csapatbajnokságot nyert. A Dr. Mező Ferenc Gimnázium színeiben négyszeres diákolimpiai bajnok volt. Felnőtt bajnokságon először 1999-ben egyéniben sikerült győznie. A következő években hét egyéni, kilenc női páros, négy vegyes páros és kilenc női hármas országos bajnoki címet nyert. Tizennégy éves pályafutása alatt Gozdán Ágota nemcsak a magyar, hanem az európai lábtoll-labdázás egyik kiemelkedő alakja volt. A világbajnokságokon hét harmadik, öt negyedik és két ötödik helyezést ért el. Négyszer nyert Európa-bajnokságot, háromszor Eb-ezüstérmes volt. Tízszeres Hungarian Open és négyszeres German Open győztes. Az aktív játékot 2010-ben Újszászon a XV. Hungarian Openen fejezte be.

## Legfontosabb eredményei
- 150-szer játszott a magyar válogatottban
- hétszeres világbajnoki bronzérmes
- négyszer nyert Európa-bajnokságot
- 10-szeres Hungarian Open győztes (hétszer csapatban, háromszor egyéniben)
- négyszeres German Open győztes
- 38-szor nyert felnőtt országos bajnokságot
- 10-szeres magyar ranglistagyőztes
- hatszor volt az év játékosa (2000-2004, 2009)
- 2010-ben kiérdemelte a lábtoll-labda sportág örökös bajnoki címét (ennek a kitüntetésnek a feltétele 25 db megnyert felnőtt országos bajnoki cím)

## Források

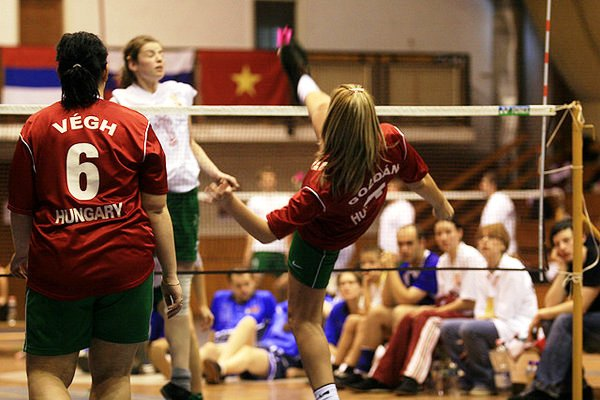
Gozdán Ágota (Nagykanizsa ZSE) 2007-ben a szolnoki világbajnokságon